# 9 (album van Damien Rice)
9 is het tweede album van de Ierse singer-songwriter Damien Rice en werd op 6 november 2006 in het Verenigd Koninkrijk uitgebracht. 

## Tracks
1. "9 Crimes" - 3:39
2. "The Animals Were Gone" - 5:41
3. "Elephant" - 5:57
4. "Rootless Tree" - 4:22
5. "Dogs" - 4:11
6. "Coconut Skins" - 3:45
7. "Me, My Yoke + I" - 5:57
8. "Grey Room" - 5:43
9. "Accidental Babies" - 6:34
10. "Sleep Don't Weep" - 21:54